# Népgondozó Hivatal
A Népgondozó Hivatal Magyarországon  1945. május 10. és 1946. június  27. között működött kormányhivatal volt. Feladata kettős volt: egyrészt a magyarországi németek kitelepítése, másrészt a Magyarországra visszahívott vagy visszatért menekültekről, átvonulókról, deportáltakról való gondoskodás. Létrehozásáról az Ideiglenes Nemzeti Kormány az 1710/1945. M.E. sz. rendeletében intézkedett.
Vezetője id. Antall József, a későbbi miniszterelnök apja volt, felügyeletét  a belügyminiszter gyakorolta, a népjóléti miniszterrel egyetértésben. (A belügyminiszter 1945 novemberéig Erdei Ferenc, 1945 novemberétől 1946 márciusáig Nagy Imre, 1946 márciusától a Hivatal megszűnéséig Rajk László volt.)